# Atentado de la maratón de Boston
El atentado de la maratón de Boston fue un acto terrorista que ocurrió el lunes 15 de abril de 2013 alrededor de las 14:50 ET (18:50 UTC) en Boylston Street, Estados Unidos, cerca de Copley Square, justo antes de la línea de meta. En el lugar de los hechos detonaron dos artefactos explosivos de fabricación casera (ollas a presión rellenas de metralla), durante el famoso Maratón de Boston, que causaron la muerte de cuatro personas y otras 282 resultaron heridas.
El departamento de policía de Boston confirmó que las detonaciones correspondieron a dos bombas cerca del final del maratón.
Estas explosiones provocaron la suspensión del partido correspondiente a la Temporada 2012-13 de la NBA, entre Indiana Pacers (visitante) y Boston Celtics (local).
Los perpetradores del atentado fueron los hermanos Tamerlán Tsárnayev y Dzhojar Tsárnayev. Tamerlán murió al ser abatido por la Policía mientras que su hermano menor intentó escapar del estado y tras varios días de persecución fue finalmente arrestado y procesado por el atentado, siendo condenado a pena de muerte bajo el sistema federal estadounidense (aunque finalmente esta condena fue revocada, y Tsárnayev se encuentra actualmente encarcelado).

## Explosivos

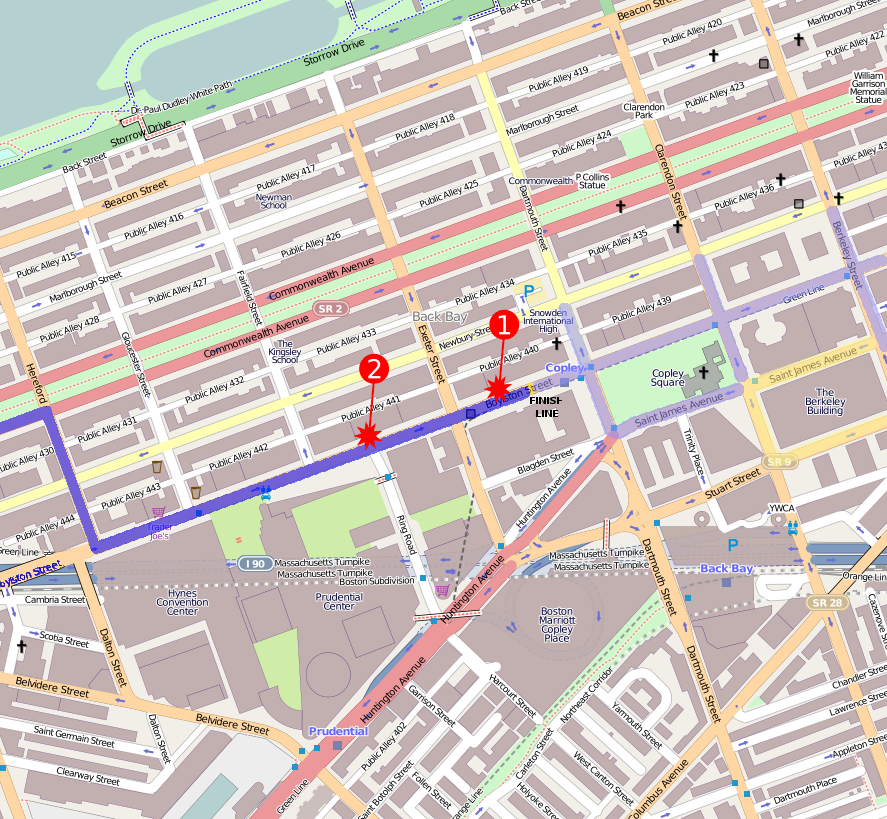
Mapa que muestra el lugar de la primera explosión (derecha), y de la segunda (izquierda).

El lunes, 15 de abril de 2013, el maratón de Boston se inició sin ningún indicio de un ataque inminente. Los funcionarios recorrieron la zona en busca de posibles artefactos explosivos, antes de que éstos explotaran. Una de las inspecciones se produjo una hora antes de que las bombas detonaran. La gente podía entrar y salir libremente y llevar objetos dentro y fuera de la zona.
A las 2:49 p. m. EDT (18:49 UTC), dos bombas detonaron en Boylston Street, cerca de Copley Square, a unas 200 yardas (180 m) de distancia, justo antes de la línea de la meta. El primer explosivo detonó frente a Marathon Sports, en 671-673 Boylston Street, a las 02:49:43 p. m. EDT; el segundo, a una cuadra hacia el oeste, en 755 Boylston Street, a las 02:49:57 p. m. EDT. Fueron descritas como bombas de olla a presión, unos artefactos explosivos improvisados construidos con ollas a presión, explosivos, pedazos de metal y bolas de rodamientos, colocados en bolsas de lona de nailon de color negro. En el momento de la primera explosión, el reloj de la carrera en la meta mostró 04:09:43.
Las bombas detonaron dos horas después de que el ganador cruzara la línea de meta; los más de 5700 corredores aún no habían acabado. Algunos corredores continuaban cruzando la línea hasta las 14:57, ocho minutos después de las explosiones. Las explosiones hicieron estallar las ventanas en los edificios adyacentes, pero no hicieron ningún otro daño estructural.
No se encontraron más bombas, aunque varias bolsas y paquetes que se encontraban en la calle fueron inicialmente tratados como bombas potenciales.

## Efectos y respuesta

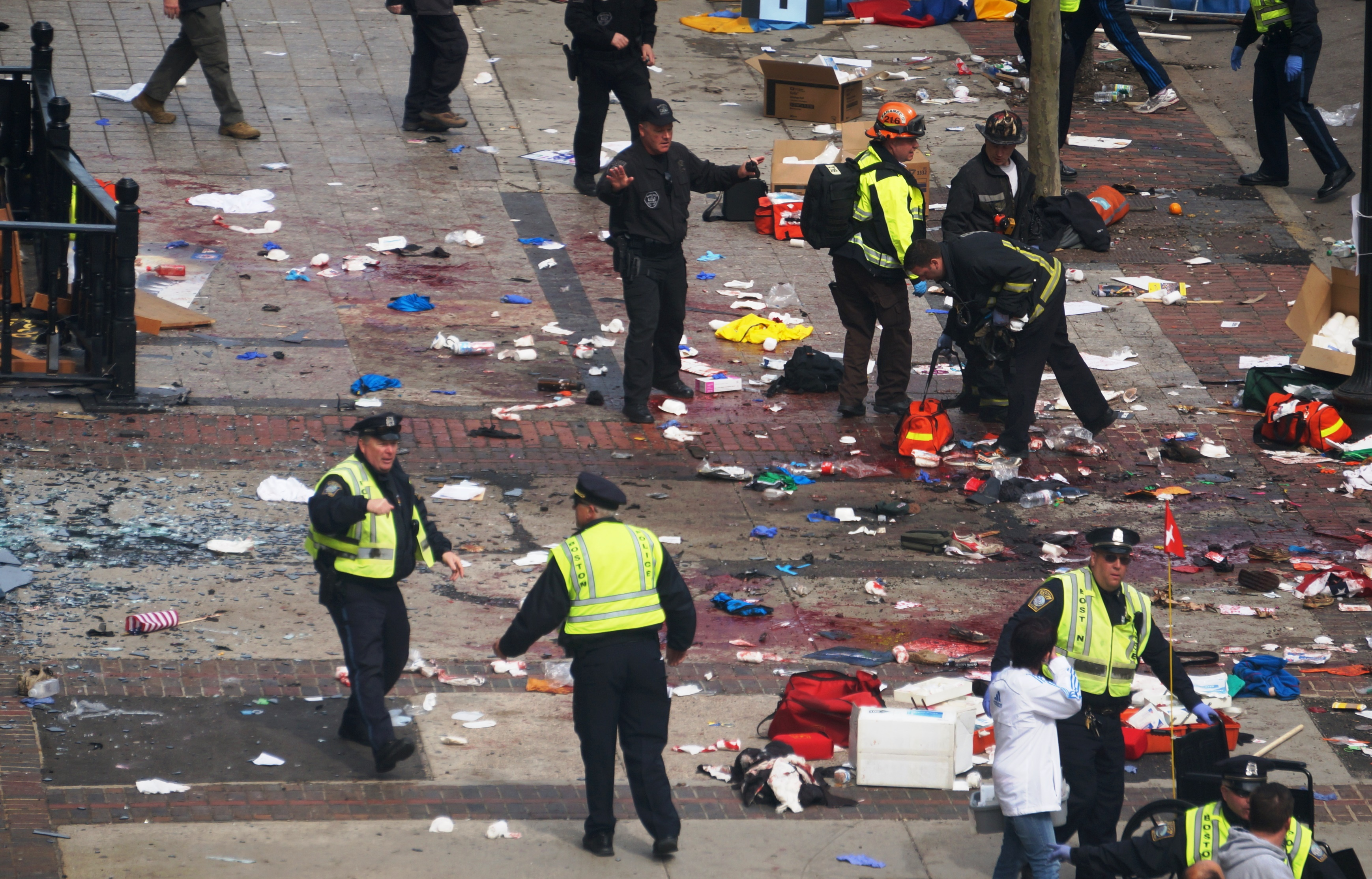
Servicios de emergencia después de las explosiones.

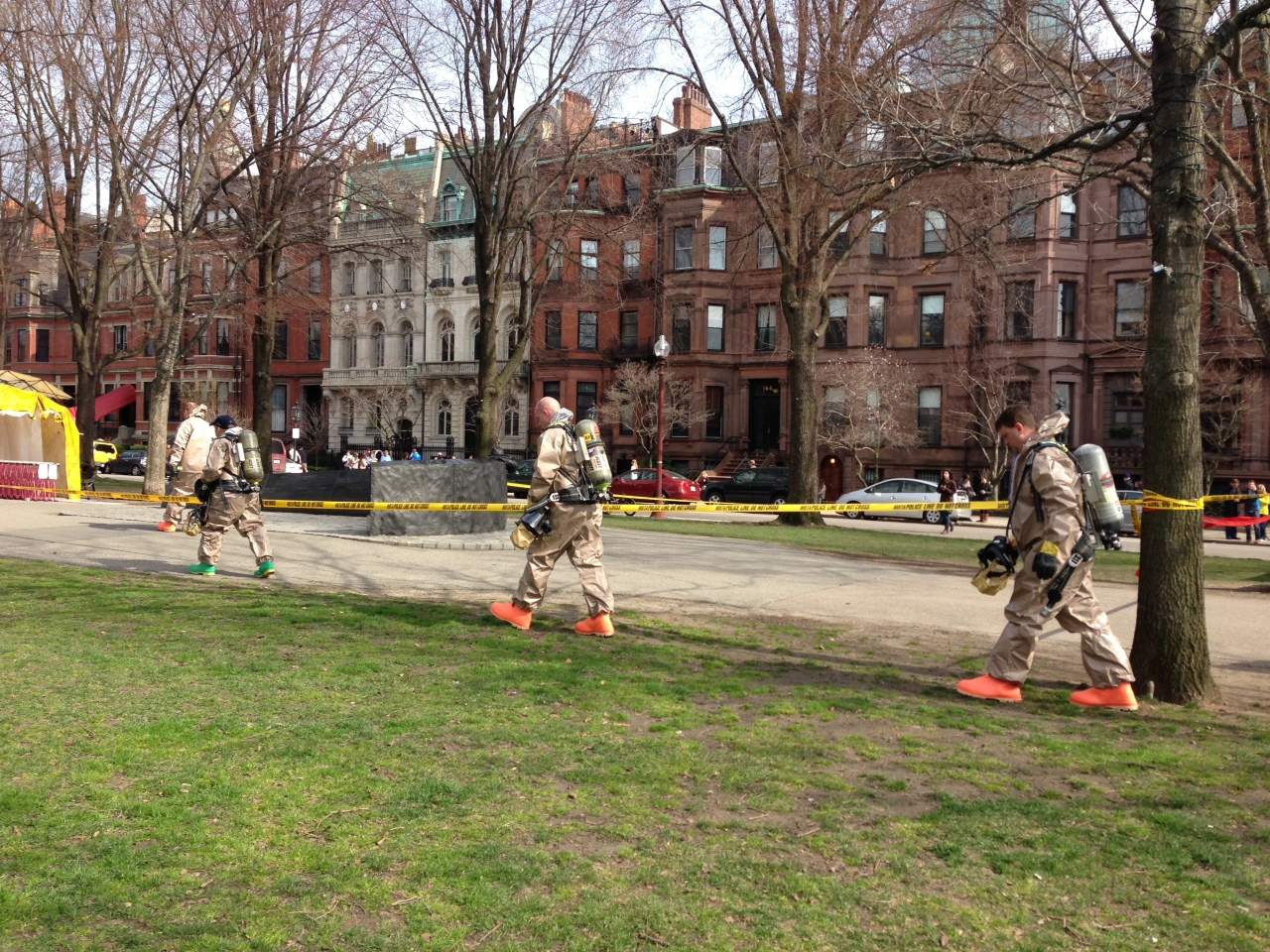
Vehículos y personal de emergencias cerca de la meta del maratón de Boston de 2013, donde se produjeron las explosiones.

### Víctimas
Los funcionarios del Departamento de Policía de Boston informaron que murieron tres personas, entre ellas un niño de ocho años de edad, y 282 resultaron heridas, catorce de las cuales sufrieron la amputación de algún miembro. Los hospitales locales informaron de un mayor número de heridos: según el Boston Globe, más de 100 fueron atendidos en diferentes instalaciones.
Las tres víctimas mortales fueron:
- Martin Richard, un niño de ocho años de edad, de Dorchester, cuya madre, Denise Richard, sufrió heridas, al igual que su hija pequeña, de seis años de edad.[16][17][18]
- Krystle M. Campbell, de 29 años de edad, gerente de un restaurante de Medford.[19]
- Lü Lingzi (chino simplificado: 吕令子; chino tradicional: 呂令子; pinyin: Lǚ Lìngzǐ[20][21]), una joven de 23 años de edad de origen chino (Shenyang), estudiante de la Universidad de Boston.[22]

### Artefactos explosivos adicionales
Según los primeros informes, numerosos paquetes sospechosos o bolsas fueron descubiertos. A pesar de ello, el gobernador de Massachusetts, Deval Patrick, dijo que no había más explosivos además de los dos que detonaron. La Policía de Boston realizó una explosión controlada en la zona, en el número 600 de la Boylston Street. De acuerdo con el FBI, las bombas eran de fabricación casera al ser montadas en ollas a presión.

### Informes iniciales
Los medios informaron que dos bombas explotaron dentro de un margen de «12 a 20 segundos», en el que asesinaron a tres personas y lesionaron a 23, encontrándose la segunda a unas 100 yardas (unos 90 metros) de la primera. Grabaciones de la zona del final de la competición muestran un período de 20 segundos entre las dos explosiones. El reloj de meta indicaba 04:09:43 cuando estalló el primer artefacto. Los ganadores habían cruzado la línea del fin de la carrera dos horas antes y en el momento de las explosiones seguían llegando otros participantes. Ventanas de los comercios adyacentes fueron destruidos. El recuento final de heridos es de 46 (sin contar los dos fallecidos).
Posteriormente, un incendio ocurrido a las 15:00 h ET en el interior de la sala de máquinas de la Biblioteca y Museo Presidencial de John F. Kennedy se relacionó con las explosiones del maratón. Investigaciones posteriores determinaron que se trató de un incidente no relacionado con el atentado. Edward Davis, comisionado de la policía de Boston, declaró que la relación del incendio en la biblioteca JFK con las explosiones de la maratón «podría ser prematura» y «pueden no estar vinculados directamente». Responsables de la biblioteca confirmaron la extinción del fuego a los pocos minutos de declararse, sin que produjera ningún herido.

## Investigaciones

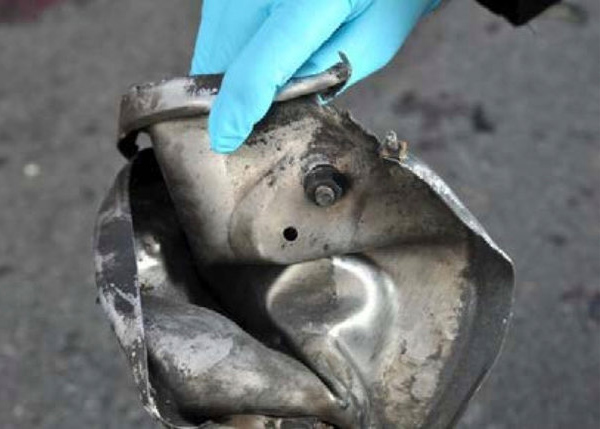
Uno de los artefactos explosivos encontrados en el lugar de los hechos.

La Oficina Federal de Investigaciones dirigió la investigación junto con la Agencia de Alcohol, Tabaco, Armas de Fuego y Explosivos y el Centro Nacional Antiterrorista, el tratamiento de los atentados fue catalogado como un ataque terrorista y se nombraron dos sospechosos por el atentado.
Funcionarios del gobierno de los Estados Unidos declararon que no había informes de inteligencia que indicaban que tal atentado se llevaría a cabo. El representante Peter King, miembro del Comité de Inteligencia de la Cámara, dijo: "He mantenido dos reuniones secretas la semana pasada sobre los niveles de amenaza actual en los Estados Unidos, y no había ninguna evidencia de esto en absoluto".
Aunque en un principio no se trataron a los posibles responsables como sospechosos, varias personas que se encontraban cerca del lugar de la explosión y sus alrededores fueron detenidas e interrogadas acerca de los atentados, entre ellos un hombre saudí que la policía detuvo cuando se alejaba de la explosión. La policía registró su casa en un suburbio de Boston, pero la CNN informó más tarde que no tenía conexión con el ataque. El ciudadano saudí negó cualquier relación y participación en los atentados cuando fue interrogado.
Al menos uno de los dispositivos, hechos de una olla a presión, se había llenado de fragmentos de metal, clavos, y rodamientos de bolas para infligir el máximo daño a las víctimas; éste se habría colocado en una mochila. Se encontró además la tapa de una olla a presión en una azotea. Los investigadores encontraron restos de una placa de circuito electrónico, posiblemente utilizado como un temporizador de la bomba. Mike McCaul, presidente del Comité de Seguridad Nacional de la Cámara, dijo que "pólvora fue muy probablemente utilizada en los dispositivos".

## Sospechosos

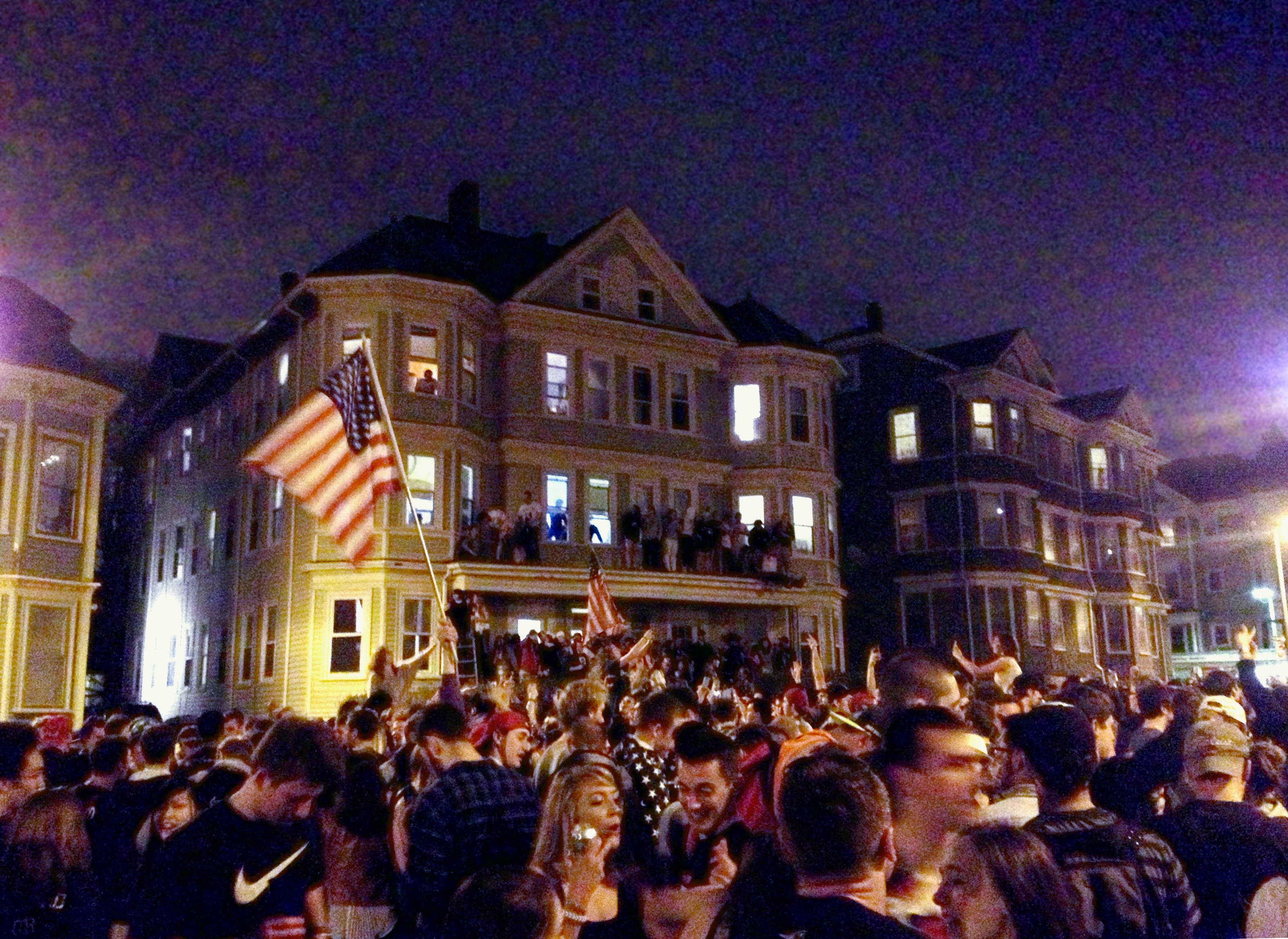
Celebración en las calles de Boston tras el anuncio de la captura del segundo sospechoso

Tras difundir las imágenes de dos sospechosos, éstos fueron identificados como Tamerlán Tsárnayev y Dzhojar Tsárnayev, hermanos de una familia de origen checheno residentes ambos en EE. UU., desde 2003, a donde habían llegado desde su anterior residencia en Daguestán (Rusia). Dzhokhar Tsarnáev, nacido en Kirguistán el 22 de julio de 1993 (19 años) consiguió la nacionalidad estadounidense el 11 de septiembre de 2012. Por su parte Tamerlán Tsarnáev nació en el sur de Rusia en 1987 (26 años), estando casado con una mujer estadounidense llamada Katherine Russell (de nombre Kárima Tsarnáyeva después de su matrimonio), producto de cuya unión tenían una hija de tres años.
Ambos fueron identificados después de robar en un establecimiento el 18 de abril, durante el que asesinaron de un disparo al agente de seguridad Sean Collier del Massachusetts Institute of Technology de Cambridge al tiempo que otro agente de seguridad resultaba herido. En la persecución por carretera atacaron a los policías con armas de fuego, lanzándoles asimismo un artefacto explosivo. Tamerlán Tsarnáev fue abaleado y muerto durante el enfrentamiento con la policía que intentaba detenerle, pero su hermano, Dzhojar Tsarnáev, consiguió huir. El sospechoso fue localizado más tarde por la policía en Watertown. Finalmente, tras una aparatosa operación policial tras él, Dzhojar Tsarnáev se entregó el 20 de abril, cinco días después de los hechos.
Debido a las heridas experimentadas por el sospechoso durante la persecución, fue trasladado al Beth Israel Deaconess Medical Center de Boston. El equipo encargado de interrogar al sospechoso incluía a miembros del FBI, la CIA, y el Departamento de Defensa estadounidense.

### Armamento bélico
Tras una serie de investigaciones por parte de las autoridades de Watertown, se informó que los dos hermanos poseían exactamente seis bombas de fabricación casera (aparte de las que se habían colocado en el lugar de los hechos), varias armas de fuego y un fusil. Los dos hermanos se enfrentaron a las autoridades, uno de ellos incluso lanzó una bomba, lo que ocasionó una gran explosión. En resumen, tres bombas explotaron, dos no fueron utilizadas y otra más se encontraba empotrada en un coche, según la versión de las autoridades locales.
Las investigaciones también determinaron que los explosivos contenían pólvora, metralla y clavos.

## Otros arrestos, detenciones, y procesamientos

### Ibragim Todashev
El 22 de mayo, el FBI interrogó a Ibragim Todashev en Orlando, Florida. Ibragim era un checheno de Boston. Durante la interrogación, Todashev fue asesinado a tiros por un agente del FBI que reclamó que Todashev lo atacó.The New York Times citó a un funcionario policial anónimo diciendo que Todashev había confesado a un triple homicidio y que también había implicado a Tsarnaev. El padre de Todashev cree y reclama que su hijo es inocente y que los investigadores federales tienen prejuicios contra los chechenos. El cree que inventaron su caso en contra de su hijo.

### Dias Kadyrbayev, Robel Phillipos, y Azamat Tazhayakov

#### Antecedentes personales
Phillipos era un ciudadano estadounidense de ascendencia Etíope de 19 años. El vivía en Cambridge y fue arrestado por cargos de hacer declaraciones falsas a la policía. En el 2011, él se graduó de la escuela secundaria con Dzhokhar Tsarnaev. Dias Kadyrbayev de 19 ańos y Azamat Tazhayakov vivían en los Estados Unidos pero nacieron en Kazajistán. Los dos fueron compañeros de cuarto de Dzhokhar Tsarnaev adonde vivieron en un complejo de viviendas afuera de la Universidad en New Bedford, Massachusetts. Tsarnaev se quedaba aquí de vez en cuando.
Kadyrbayev, Phillipos, Tazhayakov, y Tsarnaev comenzaron sus estudios en la Universidad de Massachusetts Dartmouth en el otoño del 2011. Los tres se conocían muy bien. Después de ver fotos de Tsarnaev en la televisión, los tres hombre viajaron al cuarto de Tsarnaev adonde recuperaron una mochila y una computadora que le pertenecía. La mochila fue descartada, pero la policía lo recuperó con todo los contenidos en un vertedero cercano de New Bedford el 26 de abril. Durante las entrevistas, los hombres inicialmente negaron haber visitado el dormitorio de Tsarnaev, pero luego lo admitieron.

### Khairullozhon Matanov
Una acusación federal se abrió contra Khairullozhon Matanov el 30 de mayo del 2014 donde lo acusaron de "un cargo de destruir, alterar y falsificar registros, documentos y objetos tangibles en una investigación federal, específicamente información en su computadora, y tres cargos de hacer declaraciones materialmente falsas, ficticias y fraudulentas en una investigación federal de terrorismo ". Matanov le compró cena para los dos hermanos Tsarnaev. Esto ocurrió 40 minutos después de las explosiones. Después de que las fotos de los hermanos Tsarnaev fueron reveladas al público, Matanov vio las fotos en los sitios web de la CNN y el FBI. Después de intentando de comunicarse con Dzhokhar Tsarnaev, Matanov trató de regalar su teléfono y borrar cientos de documentos de su computadora. Los fiscales dijeron que Matanov intentó engañar a los investigadores sobre su relación con los hermanos y ocultar que compartía la misma filosofía de violencia de los hermanos Tsarnaev.
Matanov era originalmente de Kirguistán y llegó a los Estados Unidos en 2010 con una visa de estudiante y luego solicitó asilo. El asistió Quincy College por dos años antes de abandonar sus estudios para ser un taxista. El vivía en Quincy, Massachusetts cuando fue arrestado y era un amigo de Tamerlan Tsarnaev.
En marzo de 2015, Matanov se declaró culpable de los cuatro cargos en contra de él. En junio de 2015, Matanov fue condenado a 30 meses de prisión.

## Reacciones

### Dentro del país

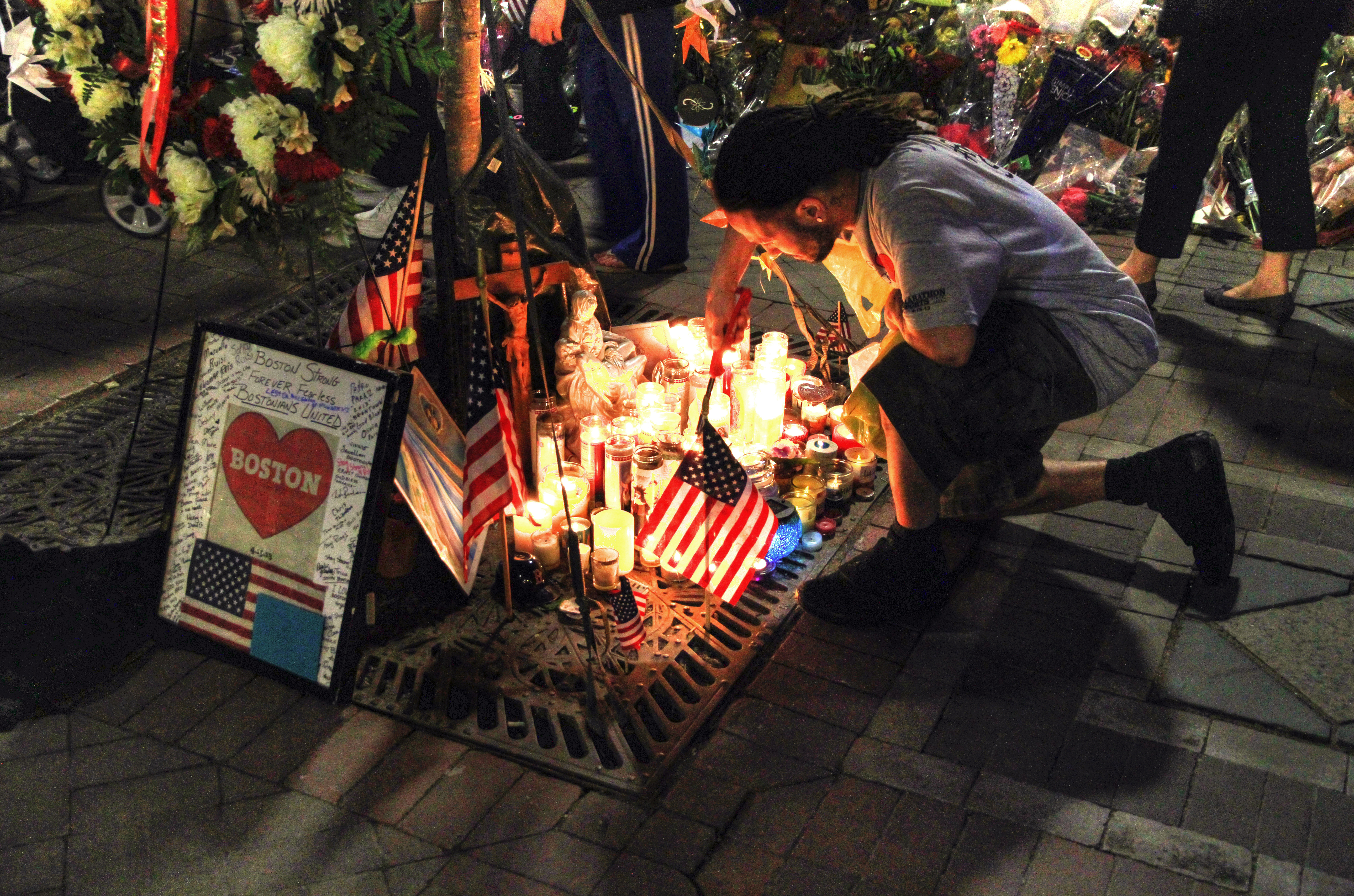
Recordando a las víctimas

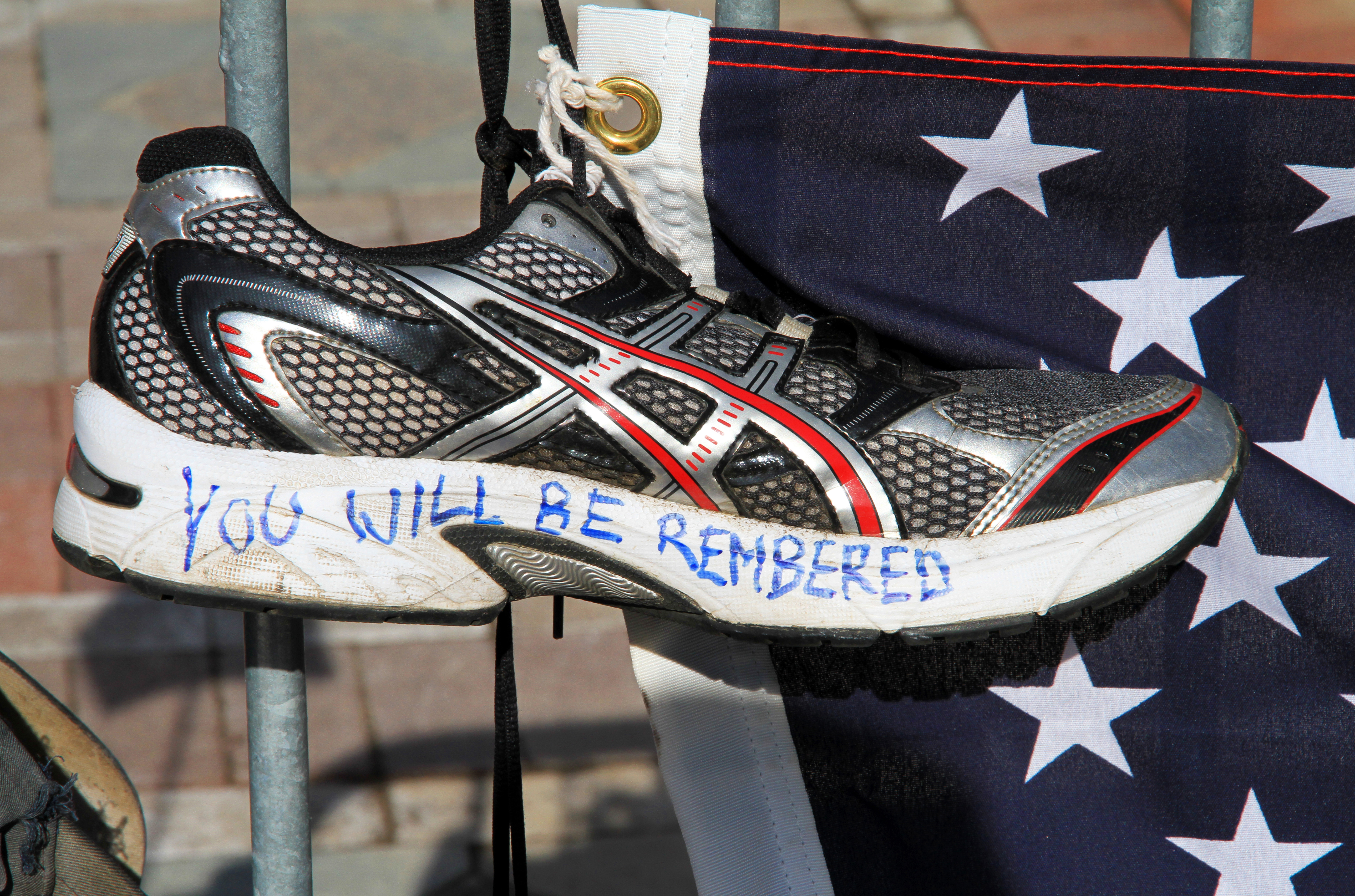
Recordando a las víctimas

El Presidente de los Estados Unidos, Barack Obama, organizó una reunión de emergencia en la Casa Blanca y ordenó apoyo federal a las investigaciones.
Barack Obama se dirigió a la nación tres horas después del ataque, poco después de las 18 h ET, diciendo que los autores eran aún desconocidos, y que el Gobierno iba a "llegar al fondo de esto" y que los responsables "sentirán todo el peso de la justicia". El discurso también tuvo un componente de recuerdo a las víctimas:

«También he hablado con el Gobernador Patrick y el Alcalde Menino, y les he esclarecido que ellos tendrán todos los recursos federales necesarios para cuidar a las víctimas y consolar a las familias. Y sobre todo, les he dejado claro que todos los estadounidenses están con el pueblo de Boston.»
Barack Obama. Discurso tras el atentado de Boston. CBA

### Internacionales
- El gobierno de Rusia mostró su atención e interés hacia el caso,[69] al tiempo que Vladímir Putin condenaba el "crimen bárbaro" y ofrecía su colaboración y ayuda al gobierno estadounidense en la investigación del atentado. En 2019, en la conferencia realizada por Vladímir Putin en el World Trade Center de Moscow, cuando Christian Esch de la revista Spiegel le preguntó por el asesinato de Zelimkhan Khangoshvili en Berlín, Vladímir Putin además de contestar a la pregunta, hizo referencia de lo que pasó en Boston, que EE. UU. habían sido advertidos por el gobierno ruso en relación con los hermanos Tsarnaev y que de primero el gobierno ruso había solicitado a EE. UU. extraditar a los hermanos y que eran una amenaza, con lo cual el gobierno EE. UU. ignoraron el aviso por parte de Rusia.[70]

- Ramzán Kadýrov, Presidente de la República de Chechenia, comunicó a través de Instagram sus dudas sobre la vinculación propuesta por las autoridades estadounidenses entre los atentados y ciudadanos chechenos.[71]

- Ajmed Zakáyev, el líder del sector secular de Chechenia (que se escindió de la República Chechena de Ichkeria cuando Dokú Umárov anunció su intención de crear el Emirato del Cáucaso en 2007), exministro de Asuntos Exteriores de Umárov, y actualmente en el exilio en Londres, donde lidera un gobierno en el exilio, condenó la acción terrorista y expresó sus condolencias a las familias de las víctimas.[72]

- El mando de la guerrilla separatista islámica de Daguestán, cuyo líder es Dokú Umárov, quien tiene vínculos terroristas,[73] declaró que no existía ningún tipo de vínculos entre su organización y los hermanos Tsarnáev. Respondían a informaciones que sostenían que uno de los hermanos habría pasado seis meses en Daguestán y, por tanto, estaría vinculado a estos separatistas. Sin embargo, la guerrilla declaró que «los guerrilleros islámicos del Cáucaso no combaten contra Estados Unidos de América», sino «contra Rusia», y culpó a esta última de los atentados.[74]

## En la cultura popular
Se estrenó en 2016 una película llamada Patriots Day (2016) dirigida por Peter Berg y escrita por Berg, Matt Cook y Joshua Zetumer, basada en el libro Boston Strong de Casey Sherman y Dave Wedge.